# 임서방
임서방(任曙昉, 본명: 임서빈, 본명 한자: 任曙濱, 생몰년(대략 1909년경 전후시 한반도 관북 지역 출생 추정~1950년 이후 납북 추정) 미상)은 일제강점기에 주로 활동한 극작가 겸 연출가이자 연극인이고, 17년 동안 희곡 극작가로 활약했으며, 해방 이후 1947년을 전후하여 사실상 은퇴했다.

## 생애
생년과 출생지, 관향 등 대부분의 신상 정보가 미상으로 남아 있다. 언제부터 연극을 시작했는지도 분명하지 않다. 1930년에 함경남도 원산부에서 연예단을 조직한 것이, 그의 문학 역사상 처음 드러나는 희곡 집필 극작가로서의 공식 활동 기록이다.
같은해인 1930년에 지두한이 이끄는 조선연극사에 전속작가로 참여하였으며, 문예봉의 아버지인 문수일의 연극시장에도 참여하였다. 조선연극사와 연극시장에서는 다작 작가로 많은 작품을 발표하였다.
1931년에는 극단 신무대를 거쳐 중외극장에 잠시 몸담았고, 1932년에 극단 예술좌를 창립하였다. 예술좌는 악극 전문의 극단이었으나 운영이 여의치 않았다. 임서방은 신무대에 복귀하였다가 1934년에 연극호를 창립하였다. 이 무렵부터는 희곡 발표가 중단되었다.
임서방의 첫번째 이전 부인은 순회공연 중 만난 가수 신카나리아였다. 임서방은 1930년대 후반 이후로는 신카나리아와 함께 악극단 지역 순회 공연에 중점을 두고 극단 경영에 전념하였다. 그러나 일제 강점기 말기에 신카나리아와 불화가 생겨 별거 후 이혼하면서 악극단도 해산되는 등 어려움을 겪었다.
1945년 8월 15일 태평양 전쟁 종전 및 을유 해방 후에, 1945년 12월 박점례(朴点澧)와 재혼했으나, 6개월만인 이듬해 1946년 6월 사별했고, 다른 한편으로 임서방 작가는 여성국극 공연단인 여성국악동호회가 조직되었을 때, 이 단체에 가담하여 극단의 실무를 맡았다. 여성국악동호회 기획을 맡은 1947년 이후로는 행적 불명 상태인데, 1950년 한국 전쟁 발발 초기에 서울에서 납치되어 북으로 갔다는 설이 있다.

## 참고 자료
- 강옥희,이영미,이순진,이승희 (2006년 12월 15일). 《식민지시대 대중예술인 사전》. 서울: 소도. 295~297쪽쪽. ISBN 9788990626264.